# Els cucs de seda

Els cucs de seda (« les vers à soie ») est un recueil de nouvelles de Joan Francesc Mira, publié en 1975 par Editorial Tres i Quatre.

## Présentation
Els cucs de seda est un recueil de nouvelles écrites sur un mode autobiographique. Les récits prennent place dans l'espace rural de la huerta valencienne,.
L'ouvrage est un succès de librairie, qui contribue avec d'autres comme Matèria de Bretanya (« Matière de Bretagne ») de Carmelina Sánchez-Cutillas à faire connaître le courant du nouveau récit valencien,.
Le recueil se caractérise par un recours intensif à un vocabulaire spécifique, celui d'un monde rural en disparition, qui donne une touche costumbrista aux récits.
Chaque récit renferme un personnage principal, identifié au narrateur et qui se trouve au centre de l'intrigue, éventuellement accompagné d'un personnage secondaire important.
De l'ensemble des histoires qui composent Els cucs de seda se déprend la représentation d'un mode de vie disparu, celui de l'après-guerre civile espagnole,,. On y distingue des coutumes, des paysages, des rituels, des idéologies, des classes sociales et des personnages attachants auxquels l'auteur semble vouloir rendre hommage : les autorités, les pénuries et la contrebande, la prostitution, les pauvres nombreux, les cérémonies religieuses. Mira semble vouloir revivre ces expériences et convoque pour ce faire tous les sens dans ses recréations, le toucher, l’ouïe, le goût et l’odorat, pour donner plus d'intensité aux émotions. Mira décrit par exemple des odeurs :
« En entrar a l'andana, ens envaïa, més densa encara en l'atmosfera humida, aquella olor de palla i de garrofes, de cebes i d'alfals sec, que fan totes les andanes. Aquella olor, única, excitant, era ja una olor d'espais closos i a banda. »
« En entrant dans le grenier, nous envahissait, encore plus dense dans l'atmosphère humide, cette odeur de paille et de caroubes, d'oignons et de luzerne séchée, que l'on retrouve dans tous les greniers. Cette odeur, unique, excitante, était déjà une odeur d'espaces clos et à part. »
Les souvenirs transcrits sous forme littéraire peuvent être appréhendés selon une double intention : d’une part, tenter de ressusciter les sentiments et sensations qui l’ont accompagné durant ces années ; d'autre part, fictionnaliser ce monde mythifié dans un paysage : la huerta de Valence. Comme Matèria de Bretanya, Els Cucs de seda  offre un album de photographies qui prétendent faire revivre fragmentairement le monde perdu et mythifié de l’enfance, :
« Temps de silenci, de cendra grisa que amaga unes ruïnes, de derrota i silencis esfereïdors:

Els pares mai no sabien res, mai no volien explicar res. Sempre tenien feina, sempre tenien unes altres coses en què pensar. »
« Des temps de silence, de cendre grise qui cache des ruines, de défaite et de silences terrifiants :

Les parents ne savaient jamais rien, ils ne voulaient jamais rien expliquer. Ils avaient toujours du travail, ils avaient toujours d’autres choses auxquelles penser. »
Un autre procédé littéraire récurrent dans le recueil est l'invention de noms de lieux par le croisement d'autres préexistants, donnant un ton de vraisemblance aux récits tout en les situant dans un espace clairement imaginaire : « Paipanya », croisement de « Paiporta » et « Picanya », « Benafar » de « Benetússer » et « Alfafar », etc. 